# Saint-Symphorien-le-Valois
Pour les articles homonymes, voir Saint-Symphorien.
Saint-Symphorien-le-Valois est une ancienne commune française du département de la Manche et de la région Normandie, devenue le 1er janvier 2016 une commune déléguée au sein de la commune nouvelle de La Haye.
Elle est peuplée de 811 habitants.

## Hydrologie
- Le ruisseau du Moulin.

### Hydronymie
Le nom du ruisseau du Moulin est attesté sous les formes Ruisseau du Moulin de Bas en 1811, Riviere des Ponts à Nu-pieds en 1841, Ruisseau du Moulin en 2007 et 2012.
Le nom actuel de « ruisseau du Moulin » fait, de manière évidente, référence au moulin du Buisson à Bolleville.

## Toponymie
Le nom de la localité est attesté sous les formes Sanctus Symphorianus au XIIe siècle, Saint Simphorien en 1793, Saint-Symphorien en 1801, Saint-Symphorien-le-Valois en 1921.
L'hagiotoponyme, Saint-Symphorien, fait référence à Symphorien d'Autun, martyr du IIe siècle.
Dans la Manche, il existe également Saint-Symphorien-des-Monts et Saint-Symphorien-les-Buttes — on trouvait aussi dans les écrits le toponyme de Saint-Symphorien de Thorigny.

## Histoire
Le territoire de Saint-Symphorien-le-Valois est sur le tracé de la voie romaine de Valognes à Coutances.
Le fief de Saint-Symphorien était l'un des huit fiefs relevant de l'abbaye de Lessay.
Le baron de La Haye-du-Puits qui avant la Révolution jouissait du droit de haute justice avait installé le gibet dans un lieu connu sous le nom de Pilier du Gibet à la Gosselinerie. Une partie du château de La Haye-du-Puits et son moulin étaient situés pour partie sur Saint-Symphorien.
Il s'y tenait une foire annuelle, fondée sous Charles IV.
La commune, lourdement bombardée le 7 juin 1944 et où quinze civils furent tués, est libérée, en même temps que La Haye-du-Puits, les 7, 8 et 9 juillet 1944 par la 79e division d'infanterie US du général Wiche aidée par la 8e division du général Donald A. Stroh.

## Politique et administration
| Période                                  | Période        | Identité           | Étiquette | Qualité              |
| ---------------------------------------- | -------------- | ------------------ | --------- | -------------------- |
| 1948                                     | 1982           | Louis Laisney      |           |                      |
| 1982                                     | septembre 2009 | Jacqueline Chanoni | DVD       | Conseillère générale |
| septembre 2009                           | En cours       | Stéphane Legouest  | SE        | Technicien           |
| Les données manquantes sont à compléter. |                |                    |           |                      |

## Démographie
En 2021, la commune comptait 811 habitants. Depuis 2004, les enquêtes de recensement dans les communes de moins de 10 000 habitants ont lieu tous les cinq ans (en 2007, 2012, 2017, etc. pour Saint-Symphorien-le-Valois) et les chiffres de population municipale légale des autres années sont des estimations.
| 1793 | 1800 | 1806 | 1821 | 1831 | 1836 | 1841 | 1846 | 1851 |
| ---- | ---- | ---- | ---- | ---- | ---- | ---- | ---- | ---- |
| 378  | 411  | 429  | 420  | 444  | 503  | 453  | 428  | 432  |

| 1856 | 1861 | 1866 | 1872 | 1876 | 1881 | 1886 | 1891 | 1896 |
| ---- | ---- | ---- | ---- | ---- | ---- | ---- | ---- | ---- |
| 435  | 430  | 442  | 384  | 331  | 334  | 310  | 347  | 350  |

| 1901 | 1906 | 1911 | 1921 | 1926 | 1931 | 1936 | 1946 | 1954 |
| ---- | ---- | ---- | ---- | ---- | ---- | ---- | ---- | ---- |
| 321  | 313  | 334  | 292  | 306  | 299  | 334  | 322  | 358  |

| 1962 | 1968 | 1975 | 1982 | 1990 | 1999 | 2007 | 2011 | 2016 |
| ---- | ---- | ---- | ---- | ---- | ---- | ---- | ---- | ---- |
| 399  | 452  | 479  | 558  | 600  | 713  | 771  | 823  | 807  |

| 2019 | - | - | - | - | - | - | - | - |
| ---- | - | - | - | - | - | - | - | - |
| 812  | - | - | - | - | - | - | - | - |

## Économie et tourisme
Saint-Symphorien-le-Valois est dénommée « commune touristique » depuis décembre 2009.

## Lieux et monuments
- Église Saint-Symphorien des XIIe, XVe – XXe siècles. Elle fut détruite en 1944 et reconstruite entre 1954 et 1957 par l'architecte Marcel Banoun. L'édifice abrite une Vierge à l'Enfant du XIVe, découverte lors du creusement d'une fosse en 1969, classée au titre objet aux monuments historiques[16], ainsi qu'une statue de la Sainte Vierge du XXe, œuvre du sculpteur F. Brochet et une verrière du XXe[8].

Richard de La Haye-du-Puits († 1169), sénéchal d'Henri II d'Angleterre, baron de La Haye-du-Puits donna l'église de Saint-Symphorien à l'abbaye de Blanchelande qu'il venait de fonder en 1154, mais la donation fut contesté par l'abbaye de Lessay car l'église lui avait été donné en 1152.
- Chapelle désaffectée Sainte-Marthe du prieuré de Cottebrune fondé par Richard du Hommet et qui dépendait de l'abbaye de Blanchelande[8].
- Stèle commémorative à la mémoire des agents de la SNCF tués par fait de guerre : Francis Andrieu (1899-1944), chef de gare, Louis Guillet (1906-1944), Noël Langlois (1892-1944) et Ernest Michel (1901-1944), cheminots.
- Rond-point avec une sculpture de X. Gonzales, symbolisant le soleil, la lune et les menhirs de la région.

Pour mémoire
- Prieuré de Cottebrune qui dépendait de l'abbaye de Blanchelande. L'abbé était aussi baron du village[6].